# .zw
.zw e национален интернет домейн на Зимбабве. През месец февруари 2009 година, домейнът има около 298 000 уебстраници.